# Mieke Geens
Mieke Geens, (Duffel, 10 maart 1982) is een Belgische voormalige atlete, die zich had toegelegd op de middellange afstand en het veldlopen. Zij nam verschillende malen deel aan de wereldkampioenschappen veldlopen en veroverde vier Belgische titels.

## Biografie

### Atletiek
Mieke Geens nam op de 800 m deel aan de Europese en wereldkampioenschappen voor junioren. Ze werd in 2001 voor het eerst Belgisch kampioene op die afstand. Het jaar nadien veroverde ze zowel indoor als outdoor de Belgische titel. Ook op de 1500 m behaalde ze enkele medailles op Belgische kampioenschappen.
Geens deed in de winter vooral aan veldlopen. Ze behaalde verschillende ereplaatsen op Belgische kampioenschappen, vooral op de korte cross. In 2004 werd ze Belgisch kampioene. Ze nam ook deel aan enkele Europese en wereldkampioenschappen.
Geens was aangesloten bij Duffel AC.

### Academische carrière
Geens studeerde in 2005 af als licenciate in de Biomedische wetenschappen aan de Vrije Universiteit Brussel. In 2010 behaalde ze een doctoraat met een studie over het behoud en het herstel van de fertiliteit bij mannen. Na haar doctoraat bleef ze actief als wetenschapper aan de VUB. Eerst als postdoctoraal onderzoeker en sinds 2013 ook als assistent-professor bij het departement Embryologie en Genetica.

## Belgische kampioenschappen
| Onderdeel             | Jaar       |
| --------------------- | ---------- |
| 800 m                 | 2001, 2002 |
| 800 m indoor          | 2002       |
| veldlopen korte cross | 2004       |

## Persoonlijke records
Outdoor
| Onderdeel | Prestatie | Datum            | Plaats         |
| --------- | --------- | ---------------- | -------------- |
| 800 m     | 2.04,98   | 14 augustus 2002 | Brasschaat     |
| 1500 m    | 4.10,45   | 31 juli 2004     | Heusden-Zolder |

Indoor
| Onderdeel | Prestatie | Datum            | Plaats |
| --------- | --------- | ---------------- | ------ |
| 800 m     | 2.08,99   | 17 februari 2002 | Gent   |
| 1500 m    | 4.33,02   | 20 februari 2002 | Gent   |

## Palmares

### 800 m
- 1999:  EJOF in Esbjerg - 2.08,42
- 2000: 6e in ½ fin. WK U20 in Santiago – 2.07,46
- 2001: 6e op EK U20 in Grosseto – 2.05,57
- 2001:  BK AC - 2.07,79
- 2002:  BK indoor AC - 2.08,99
- 2002:  BK AC - 2.05,70

### 1500 m
- 2003: 12e in serie EK U23 in Bydgoszcz – 4.27,68
- 2004:  BK AC - 4.20,07
- 2006:  BK AC - 4.25,56

### veldlopen
- 2001: 36e op WK junioren in Oostende
- 2001: 6e op EK junioren in Thün
- 2002:  BK AC korte cross in Oostende
- 2002: 88e op WK korte cross in Dublin
- 2002: 45e op EK in Medulin
- 2003:  BK AC korte cross in Oostende
- 2003: 28e op EK in Edinburgh
- 2004:  BK AC korte cross in Oostende
- 2004: 71e op WK korte cross in Brussel
- 2004: 21e op EK in Usedom - Heringsdorf
- 2005:  BK AC in Oostende
- 2005: 43e op EK in Tilburg

## Onderscheidingen
- 2000: Gouden Spike voor beste belofte